# Alpha Vulpeculae
Alpha Vulpeculae (α Vul / α Vulpeculae) é a estrela mais brilhante da constelação de Vulpecula. Tem os nomes tradicionais Lukida, Lucida Anseris ou Anser.
Alpha Vulpeculae é uma gigante vermelha de classe espectral M0 que está a aproximadamente 297 anos-luz da Terra. Ela forma uma binária óptica com 8 Vulpeculae.